# Fosses
Fosses is een gemeente in Frankrijk. Het ligt op 28 km ten noorden van het centrum van Parijs
Er ligt station Survilliers - Fosses.

## Kaart
De onderstaande kaart toont de ligging van Fosses met de belangrijkste infrastructuur en aangrenzende gemeenten.

## Demografie
Onderstaande figuur toont het verloop van het inwonertal, bron: INSEE-tellingen. 

## Stedenband
- Serres
- Bil'in
- Kampti

## Websites
- Informatie over Fosses
- (fr)  Statistische informatie op de website van INSEE

1. ↑  Populations de référence 2022.